# Gajeta Falkuša

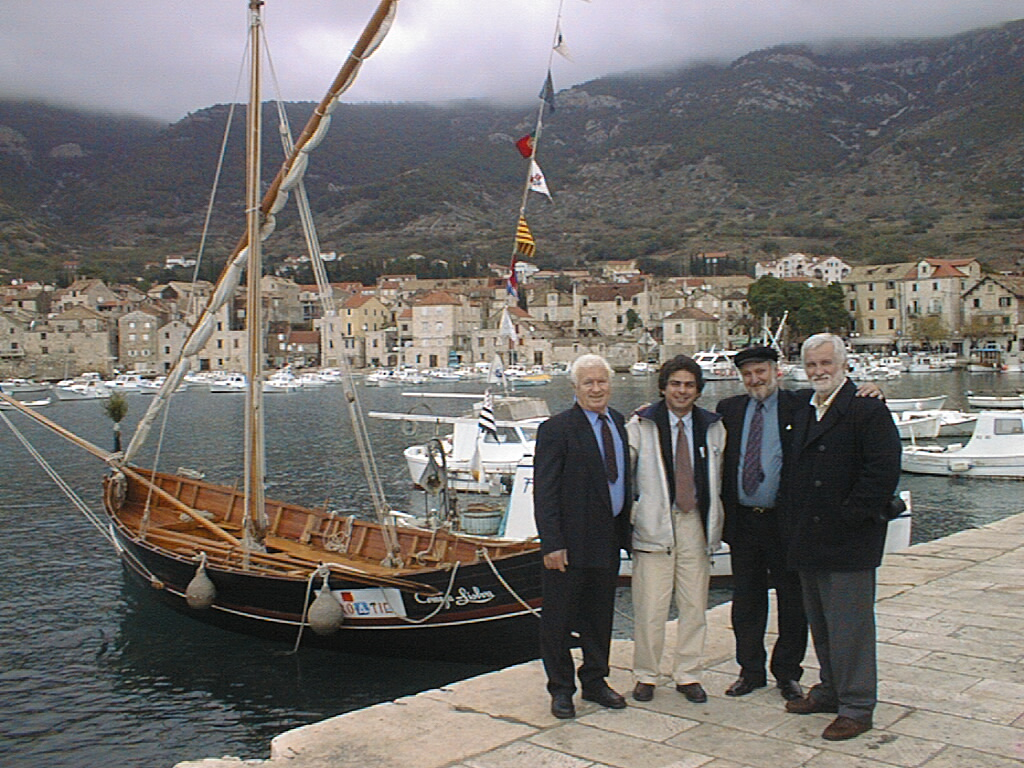
Gajeta Falkuša

Gajeta Falkuša ou Gajeta falkuša é um barco de pesca tradicional croata, de Komiža na ilha de Vis.

## Recuperação
Em 1997 um grupo de entusiastas, ARS Haleutica, iniciou a construção de uma réplica de uma Gajeta com vista à participação na EXPO'98 no âmbito da participação da Croácia. Durante a EXPO'98 a Gajeta Falkuša foi palco de várias actividades e cerimónias, entre as quais a acompanharam a visita do, então presidente, Franjo Tuđman à exposição.